# Карбоплатин
Карбоплатин (лат. Carboplatinum, англ. Carboplatin) — синтетичний лікарський препарат, який за своєю хімічною структурою є комплексною сполукою платини. Карбоплатин застосовується виключно внутрішньовенно. Карбоплатин уперше синтезований у 1972 році в лабораторії Університету штату Мічиган, та досліджувався компанією «Bristol-Myers Squibb», та уперше схвалений для клінічного застосування у 1986 році.

## Фармакологічні властивості
Карбоплатин — синтетичний лікарський засіб, який за своєю хімічною структурою є комплексною сполукою платини. Механізм дії препарату подібний до алкілюючих протипухлинних засобів, та полягає у дії препарату на ДНК клітин злоякісних пухлин, що призводить до зшивки ниток ДНК, що порушує її структуру та пригнічує синтез ДНК, унаслідок чого відбувається зупинка мітозу пухлинних клітин, гальмування росту пухлини, а в кінцевому підсумку — апоптоз пухлинних клітин. Карбоплатин також впливає на пухлину та її метастази шляхом впливу на імунну систему організму (шляхом так званої «платинізації» імунної системи). Карбоплатин застосовується для лікування різних видів злоякісних пухлин: метастатичного раку молочної залози, раку легень, раку шийки матки, раку яєчка, раку сечового міхура, раку голови та шиї. Карбоплатин застосовується у комбінації з іншими протипухлинними препаратами, зокрема паклітакселом, пеметрекседом, пембролізумабом, іфосфамідом, бевацизумабом.>

### Фармакокінетика
Карбоплатин швидко розподіляється в організмі після внутрішньовенної ін'єкції, біодоступність препарату становить 100 %. Максимальна концентрація препарату після внутрішньовенного введення досягається протягом 1 години. Цисплатин на першому етапі всмоктування погано зв'язується з білками плазми крові (на 29 %), проте на другому етапі зв'язується добре (на 85—89 %). Карбоплатин проникає через плацентарний бар'єр та виділяється в грудне молоко. Метаболізується препарат у печінці із утворенням неактивних метаболітів. Виводиться карбоплатин із організму із сечею переважно в незміненому вигляді. Виведення препарату з організму двофазне, у першій фазі період напіввиведення становить у середньому 1,5 години, кінцевий період напіввиведення становить 4—6 доби (у середньому 5 діб), при нирковій недостатності цей час може значно збільшуватися.

## Показання
Карбоплатин застосовують для лікування раку яєчка, раку яєчників, раку тіла матки, раку шийки матки, остеогенній саркомі, меланомі, раку легень, раку сечового міхура, раку голови та шиї, метастатичному раку молочної залози.

## Побічна дія
Найчастішими побічними ефектами при застосуванні карбоплатину є порушення функції кісткового мозку, проявами якої є лейкопенія, анемія, тромбоцитопенія. Серед інших побічних явищ препарату найчастіше можуть спостерігатися:
- Алергічні реакції та з боку шкірних покривів — шкірний висип, свербіж шкіри, алопеція, гарячка, синдром Стівенса-Джонсона, кропив'янка, бронхоспазм, анафілактоїдні реакції.
- З боку травної системи — стоматит, нудота, блювання, біль у животі, діарея або запор, погіршення апетиту, порушення функції печінки.
- З боку нервової системи — парестезії, периферичні нейропатії, головний біль, зниження зору, шум у вухах, зниження слуху, порушення мозкового кровообігу.
- З боку серцево-судинної системи — артеріальна гіпотензія.
- З боку сечостатевої системи — аменорея, азооспермія, гемолітико-уремічний синдром.
- З боку опорно-рухового апарату — біль в суглобах, біль у м'язах.
- Зміни в лабораторних аналізах — гіпокальціємія, гіпомагніємія, гіпокаліємія, гіпонатріємія, підвищення рівня білірубіну в крові, підвищення рівня активності амінотрансфераз і лужної фосфатази в крові, підвищення рівня креатиніну і сечовини в крові.

## Протипокази
Карбоплатин протипоказаний при підвищеній чутливості до препарату та інших сполук платини, при вираженому пригніченні функції кісткового мозку, виражених порушенні функції нирок, значних кровотечах або пухлинах, які кровоточать, вагітності та годуванні грудьми, у дитячому віці.

## Форми випуску
Карбоплатин випускається у вигляді концентрату для приготування розчину для внутрішньовенних інфузій по 10 мг/мл по 5, 15, 45 і 60 мл; або ліофілізату для приготування розчину для внутрішньовенного введення по 50, 150 або 450 мг.